# Zemianska Olča
Zemianska Olča és un poble i municipi d'Eslovàquia que es troba a la regió de Nitra, al sud-oest del país.

## Història
La primera menció escrita de la vila es remunta al 1264.

## Demografia
| Godina             | 1994 | 2004   | 2014   | 2024   |
| ------------------ | ---- | ------ | ------ | ------ |
| Nombre de persones | 2614 | 2598   | 2362   | 2248   |
| Diferència         |      | −0,61% | −9,08% | −4,82% |

| Godina             | 2023 | 2024   |
| ------------------ | ---- | ------ |
| Nombre de persones | 2257 | 2248   |
| Diferència         |      | −0,39% |